# Ion Chelaru
Ion Chelaru (n. 29 august 1946, București) este un actor și regizor de teatru, dramaturg și actor român de film.
A absolvit Institutul de Artă Teatrală și Cinematografică din București în 1975. A jucat ca actor la Teatrul Național din Iași (1975-1982), Teatrul Bulandra (1984-1988), Teatrul Mic din București (1988-1993) și Teatrul de Comedie din București (din 1994). Printre rolurile interpretate de el sunt Moghilă din Apus de soare de Barbu Ștefănescu Delavrancea, Andron din Păsările tinereții noastre de Ion Druță, Cantemir Vodă din Drumuri și răscruci de Paul Everac, Pristanda din O scrisoare pierdută de I.L. Caragiale, Don Alfonso și Arnolf din Don Juan de Moliere, Stalin din Master Class de D. Pownall, Pampon din D'ale carnavalului de Ion Luca Caragiale, Andronache Tuzluc din Ciocoii vechi și noi de Nicolae Filimon, Nonacourt din Pălăria de Eugene Labiche sau Ivan Cuzmici Șpechin din Revizorul de N. V. Gogol.
A scris piese și scenarii de teatru precum Yorik, Marea călătorie, Operațiunea Sana, Dimineți însorite, Camuflajul și Camillus. A devenit membru al Uniunii Scriitorilor din România în 1993.

## Filmografie
- Adio dragă Nela (1972)
- Mînia (1978)
- Între oglinzi paralele (1979)
- Secretul lui Bachus (1984)
- Misiunea spațială Delta (1984) – voce
- Marea sfidare (1990)
- Vînătoarea de lilieci (1991)
- Casa din vis (1992)
- Ce zi frumoasă! (TV) / (1992)
- Balanța (1992)
- Atac în bibliotecă (1993)
- E pericoloso sporgersi (1993) - subofițerul
- Începutul adevărului (Oglinda) (1994) - Pantiușa
- Somnul insulei (1994) - Vanghelie, tehnoredactorul cărții
- Mesagerul (film TV, 1995)
- Stare de fapt (1995)
- Transfer de personalitate (film TV, 1996)
- Inițiativa (1996)
- Aerisirea (film TV, 1997)
- Femeia în roșu (1997) - Matei
- Frumoșii nebuni ai marilor orașe (film TV, 1997)
- Triunghiul morții (1999)
- Occident (2002) - generalul
- Ciocârlia (2002)
- La bloc (2002) - Moșul
- Chirița în provincie (2002)
- Niki Ardelean, colonel în rezervă (2003) - martorul
- Maria (2003) - șeful de tură
- Pălăria (2004) - Nonancourt
- „15” (2005) - colonelul Nicolae Ghircoiaș
- Regina (2008) - Beni
- Amintiri din Epoca de Aur 1: Tovarăși, frumoasă e viața! (2009)
- State de România (2009) - Acarul Păun
- Midas și povestea fantomei (2010)